# Chlamydomonas angulosa
Chlamydomonas angulosa là một loài tảo trong họ Chlamydomonadaceae, thuộc chi Chlamydomonas.